# Твёрдая порода (фильм)
«Твёрдая порода» (арм. Կարծր ապար) — советский двухсерийный художественный фильм 1974 года, снятый режиссёрами Генрихом Маркаряном и Альбертом Мкртчяном на киностудии Арменфильм.
Экранизация романа Анаит Секоян «Если бы Воротан заговорил» (1973).
Премьера фильма состоялась 21 ноября 1975 года.

## Сюжет
Фильм повествует о строительстве одной из крупнейших гидростанций Армении — Татевгэс и показывает во всей сложности и многогранности взаимоотношения людей, их духовный рост. Через весь фильм проходит мысль о вере в людей, в их честность и доброту, в силу созидательного труда.
Перед зрителями предстают герои фильма, принадлежащие к разным слоям общества: старый мастер-горняк Гарегин; начальник республиканского Гидроэнергостроя Вардан Севоян, умный и энергичный, не пасующий перед трудностями; опытный педагог Тигран Марутян; молодой, преданный своему делу инженер Бакур.

## В ролях
- Сос Саркисян — Вартан Рубенович Севоян
- Лоренц Арушанян — Хачатур
- Александр Хачатрян — Бакур
- Оваким (Аким) Галоян — Овсе
- Инга Будкевич — Тася
- Дарий Амирбекян — Наапет
- Л. Бархударян — Манэ
- Левон Батикян — Гарегин
- Григорий Хачатрян — Зохраб
- Валентин Рудович — Начальник главка
- Жирайр Карапетян — Казарян
- Размик Ароян — бульдозерист
- Левон Хачатрян — бандит, подручный Косого
- Арсений Багратуни — старик-возница
- Эвелина Шаирян — секретарша
- Гай Хачатрян — Зохрак
- Отар Тер-Ованесян — бандит, подручный Косого
- Константин Экмекчян — Калафатис (нет в титрах)
- Гегам Арутюнян — участник совещания (нет в титрах)
- Георгий Элбакян — участник совещания (нет в титрах)
- Хачик Назаретян — эпизод (нет в титрах)